# Wilden (Worcestershire)
Wilden – wieś w Anglii, w hrabstwie Worcestershire. Leży 18 km na północ od miasta Worcester i 174 km na północny zachód od Londynu.